# Maria Callas
Maria Callas (n. 2 decembrie 1923, New York City, New York, SUA – d. 16 septembrie 1977, Paris, Franța), născută Maria Anna Cecilia Sofia Kalogeropoulos, a fost o cântăreață de operă americană, de origine greacă. Supranumită „Divina” sau „Regina della lirica” (Regina Operei), Callas este considerată una dintre cele mai mari cântărețe de operă din a doua jumătate a secolului al XX-lea.

## Date biografice
Maria Callas se naște în New York la 2 decembrie 1923, într-o familie de greci imigrați în Statele Unite ale Americii, Gheorghiou Kalogeropoulos și Evangelia Dimitriades. În 1929, tatăl își schimbă numele în Georges Callas și deschide o farmacie în cartierul Manhattan din New York. În copilărie, la vârsta de cinci ani, Maria Callas este accidentată de un automobil și rămâne în stare de comă timp de 22 de zile, care  nu se soldează cu urmări, Maria Callas se dezvoltă normal și, având înclinații pentru muzică, începe să ia lecții de pian. În 1937, părinții se despart și mama se întoarce în Grecia împreună cu fiica sa. În anul următor, Maria este admisă în Conservatorul din Atena și studiază mai departe pianul cu Maria Trivella. În același timp ia și lecții de canto, iar în 1939 interpretează în cadrul unui spectacol pentru studenți rolul Santuzzei din Cavalleria rusticana de Pietro Mascagni, obținând Primul Premiu al Conservatorului.

## Educația muzicală
Maria Callas a fost educatǎ, din punct de vedere muzical, în Atena. Inițial, mama sa a încercat, fără succes, să o înscrie la prestigiosul Conservator din Atena. La audiție, vocea Mariei, încă nestudiată, nu a reușit să impresioneze și, directorul Conservatorului, Filoktitis Oikonomidis, a refuzat să o accepte fǎrǎ pregătirea teoretică (solfegiu). În vara lui 1937, mama sa a vizitat-o pe Maria Trivella la Conservatorul National Grec, solicitându-i să o accepte pe Mary (așa cum era numită atunci) contra unei taxe modeste. 
În 1957, Maria Trivella și-a reamintit prima impresie despre Mary: „O fată foarte grăsuță, purtând ochelari mari pentru miopie. Tonul vocii sale era cald, liric, intens; se răspândea în jur, strălucind ca o flacără și umplând aerul cu reverberații melodioase, ca un carillon. Era, în orice caz, un fenomen uimitor, sau mai degrabă, un mare talent care necesita control, pregătire tehnică și disciplină strictă pentru a ajunge să strălucească la adevărata valoare”. Trivella a fost de acord să o pregătească complet pe Callas, renunțând la taxe, dar îndată după începerea lecțiilor formale și vocale, Trivella a înțeles că Maria nu era o contralto, asa cum a fost prezentată, ci o soprană dramatică. În consecință, au început să lucreze la extinderea razei vocale și la subțierea timbrului. Trivella și-a amintit de Callas ca „o studentă model, fanatică, fără compromisuri, dedicată trup și suflet studiului. Progresul său era fenomenal. Studia cinci sau șase ore pe zi... În șase luni, cânta cele mai dificile arii din repertoriul internațional de operă cu o muzicalitate extraordinară”. Pe 11 aprilie 1938, la debutul său, Callas a încheiat recitalul din sala Parnassos cu un duet din Tosca. Callas a declarat că Trivella „avea o metodă franțuzească, care plasa vocea în nas, mai degrabă nazală... iar problema mea era că nu aveam tonuri joase, care sunt esențiale în belcanto... Iată unde am invățat tonurile joase”. Oricum, fiind intervievată de Pierre Desgraupes în cadrul emisiunii „L'Invitee Du Dimanche”, Callas a atribuit dezvoltarea vocii de piept nu Trivellei, ci următoarei profesoare, binecunoscuta soprană de coloratură Elvira de Hidalgo.
Callas a studiat cu Trivella timp de doi ani înainte ca mama sa să obțină altă audiție la Conservatorul din Atena cu de Hidalgo. Callas a interpretat „Ocean, Monstru Uriaș”. De Hidalgo și-a amintit momentul: „cascade de sunet extravagante, furtunoase, încă necontrolate, dar pline de dramă și emoție”. Ea a fost de acord să o accepte ca studentă imediat, dar mama lui Callas a solicitat o amânare de un an, pentru ca Mary să absolve Conservatorul Național și să înceapă să lucreze. Pe 2 aprilie 1939, Callas a interpretat rolul Santuzza într-o producție studențească a „Cavalleriei Rusticane” de Mascagni la Teatrul Olympia, iar în toamna aceluiași an s-a înscris la Conservatorul din Atena în clasa Elvirei de Hidalgo.

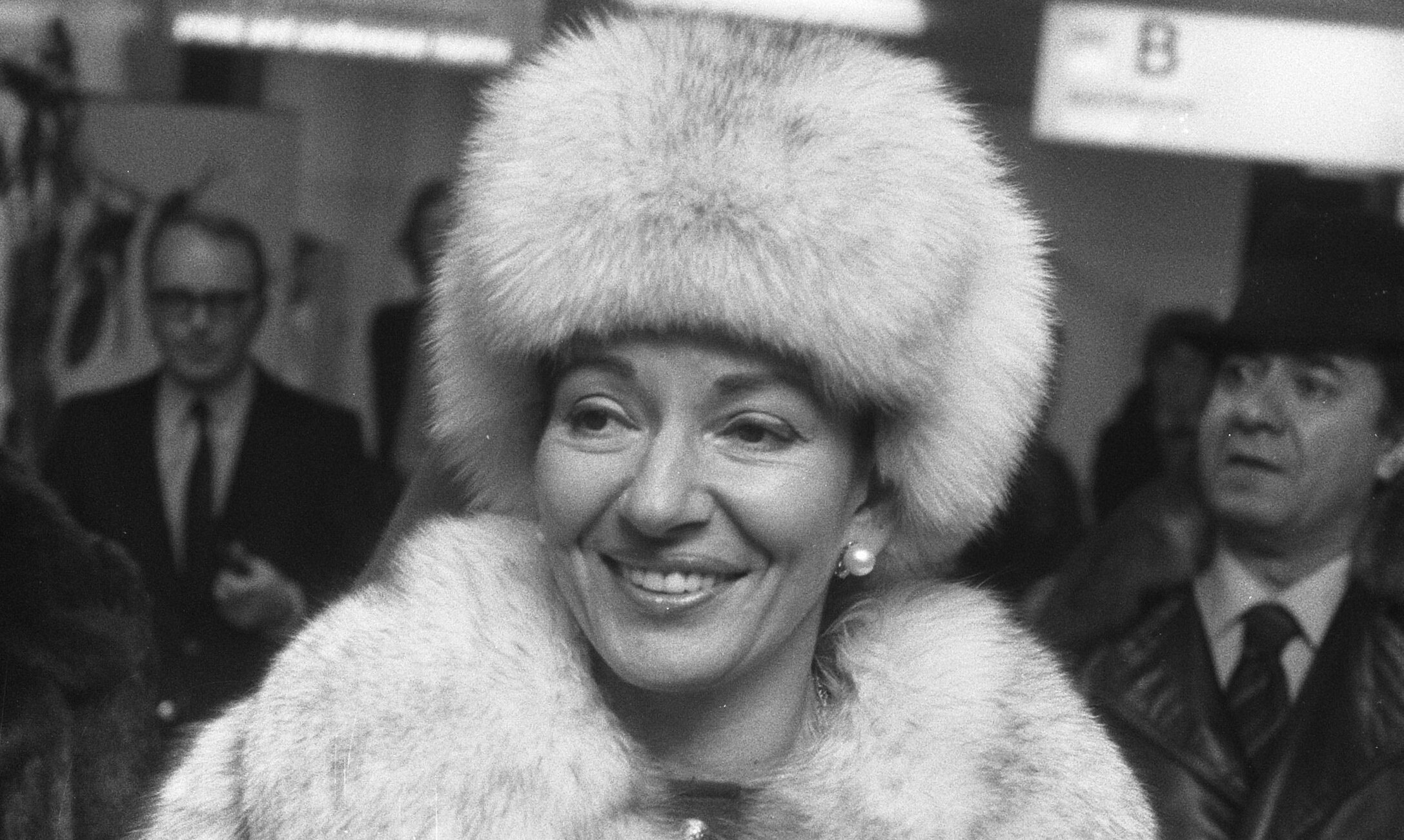
Maria Callas în 1973

În 1968, Callas a declarat Lordului Harewood: „De Hidalgo avea o pregătire cu adevărat bună, poate ultima cu adevărat bună, în bel canto. Ca tânără de 13 ani, am fost imediat aruncată în brațele sale, însemnând că am învățat secretele bel canto-ului, care, așa cum știți, nu înseamnă doar a cânta frumos. Este un studiu foarte dificil; este un fel de haină strâmtă pe care trebuie să ți-o pui, chiar dacă îți place sau nu. Trebuie să înveți să citești, să scrii, să formezi fraze, cât de bine poți, să cazi, să te rănești, să revii mereu pe picioarele tale. De Hidalgo avea o metodă, care era adevărata metodă de a învăța bel canto, în care indiferent cât de mare este o voce, trebuie făcută ușoară, trebuie prelucrată într-o maniera flexibilă, niciodată să nu atârne în jos. Este o metodă de a menține vocea ușoară și flexibilă și de a împinge instrumentul într-o zonă unde să nu fie prea zgomotos, ci rezonant. Mai este și studiul scalelor, trilurilor, înfloriturilor specifice bel canto, care sunt un limbaj de sine stătător”.
De Hidalgo a declarat mai târziu despre Callas că era „un fenomen... Obișnuia să asculte toate sopranele, mezzosopranele, și tenorii... Era capabilă de orice”. Însăși Callas a declarat că: „mergeam la Conservator la 10 dimineața și plecam cu ultimul elev... devorând muzică 10 ore pe zi”. Când a fost întrebată de profesoara de ce proceda astfel, răspunsul a fost: „până și cel mai puțin talentat elev te poate învăța pe tine, cel mai talentat elev, ceva de care să nu fii capabil".

## Cariera artistică

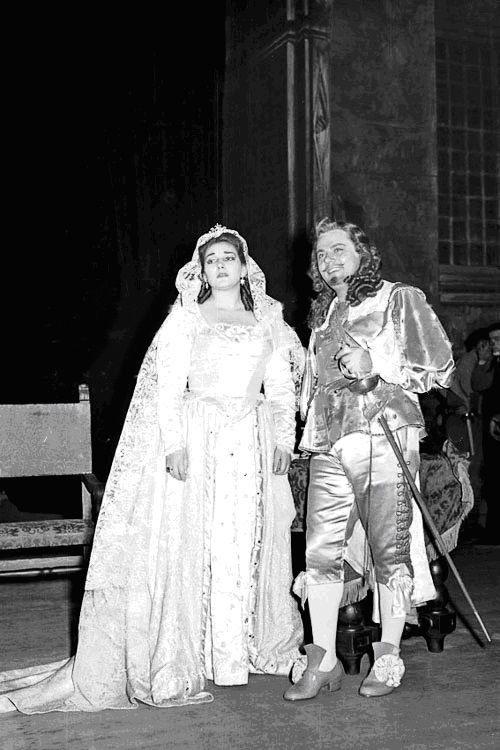
Maria Callas împreună cu Valiano Natali în Lucia di Lammermoor la Teatro del Maggio Musicale din Florența (1953)

Începe astfel cariera de cântăreață lirică a Mariei Callas, care va avea o traiectorie fulminantă. Între 1942 și 1945 interpretează diferite roluri pe scena Teatrului Regal de Operă din Atena în operele"Il Mercante di Venezia" de Mario Castelnuovo-Tedesco, "Fidelio" de Ludwig van Beethoven, "Der Bettelstudent" de Carl Millöcker și "Tosca" de Giacomo Puccini. În 1945 se întoarce la New York, unde obține o audiție la "Metropolitan Opera Theater", soldată însă cu un insucces. Continuă să studieze pentru a-și perfecționa tehnica vocală și, în fine, prin intermediul cunoscutului impresar teatral Eddie Bagarozy, este angajată să cânte la Opera din Chicago, unde în ianuarie 1947 debutează în rolul principal din "Turandot" de Puccini, fără a înregistra un succes remarcabil.
Revine în Italia la 27 iunie 1947, însoțită de  basul Nicola Rossi-Lemeni, prin intermediul căruia vine în contact cu Giovanni Zanatello, director artistic al Arenei din Verona, care tocmai era în căutare de interpreți pentru stagiunea 1947. Zanatello este fascinat de vocea Mariei Callas și îi încredințează rolul principal în opera „La Gioconda” de Ponchielli. În Verona cunoaște pe Giovanni Battista Meneghini, industriaș bogat și amator de muzică, cu care se va căsători la 21 aprilie 1949, deși îi separă o diferență de vârstă de 37 de ani. Meneghini preia și rolul de agent teatral, asigurându-i contactul cu cele mai importante teatre de operă din Italia.
În 1948 apare pentru prima dată în rolul titular din opera „Norma” de Vincenzo Bellini pe scena teatrului din Florența, cu un succes deosebit. În repertoriul său memorabil, creația sa din opera "Norma" va deveni un punct de reper pentru stilul Mariei Callas, interpretarea celebrei arii Casta Diva rămânând neegalată până astăzi. În decembrie 1951 inaugurează stagiunea lirică la "Teatro alla Scala" din Milano cu opera "I vespri siciliani" de Verdi, un adevărat triumf marcat de aplauze nesfârșite și de strigăte de "bis". Urmează turnee în Italia (Verona, Veneția, Roma) și la Chicago, "Metropolitan Opera" din New York, "Covent Garden" din Londra cu operele "Lucia di Lammermoor" de Donizetti, "Aida", "Il Trovatore" și "La Traviata" de Verdi, "Norma" de Belini și altele. Celebrul șef de orchestră, Arturo Toscanini, este cucerit de vocea ei și vrea să-i încredințeze rolul titular în "Macbeth" de Verdi, dar opera nu a fost înclusă în programul "Scalei". Viața Mariei Callas se împarte între diverse reprezentații, călătorii și relații sentimantale, uneori furtunoase, cu regizorul Luchino Visconti, directorul de scenă Franco Zeffirelli, tenorul Giuseppe di Stefano.

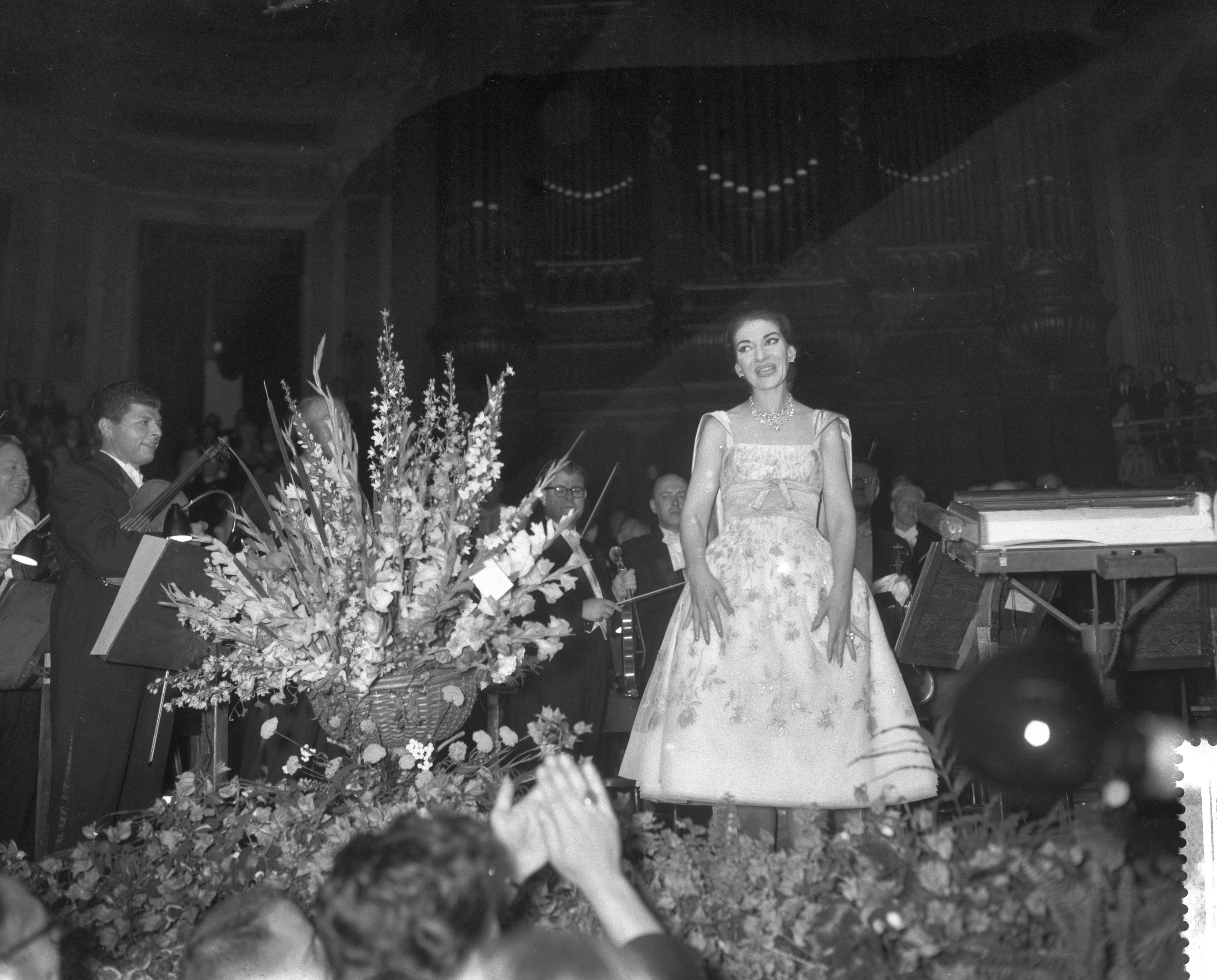
Maria Callas în concert în Amsterdam, 1959

În anul 1959, este invitată de bogatul armator grec Aristotel Onassis la o croazieră pe yacht-ul său "Christina", împreună cu personalități de frunte din protipendada internațională. Callas se desparte de Meneghini și devine amanta oficială a lui Onassis. A fost o pasiune "destructivă și violentă", cum a fost definită de ea însăși. Onassis, gelos, o ține departe de activitatea artistică. La insistențele lui Zeffirelli, reapare pe scenă în 1964 cu "Tosca" la "Covent Garden" (Londra) și apoi cu "Norma" la Paris, dar vocea sa se resimte după anii de inactivitate. Înregistrează încă un succes triumfal în 1965 cu "Tosca" la New York, după care urmează declinul. La Roma este silită să întrerupă un spectacol cu "Norma" după actul al II-lea, o reprezentație la Londra cu "Tosca" va fi ultima sa apariție într-un spectacol de operă. Viața sa privată nu este mai bună. Onassis o părăsește pentru a se căsători cu Jacqueline Kennedy, văduva președintelui american John F. Kennedy asasinat la Dallas. În 1973 mai întreprinde un turneu mondial de concerte împreună cu tenorul Giuseppe di Stefano, care se termină în 1974 la Sapporo în Japonia. Este ultima sa apariție în public. Maria Callas nu mai este decât umbra aceleia care făcea să delireze publicul, nu mai are simțul scenic, nu mai caracterizează personajele, vocea sa care încânta cu timbrul, extensiunea vocală, culoarea și vitalitatea plină de vibrație nu mai este decât o palidă amintire a performanțelor din trecut. Se retrage la Paris, trăiește în singurătate aproape uitată de lume. Moare la 16 septembrie 1977 în vârstă de 53 de ani, în circumstanțe nu tocmai clare (se pare, ca urmare a unui atac de cord). Piatra de mormânt de la cimitirul „Père Lachaise” amintește de cine a fost Maria Callas. A fost incinerată la cimitirul Père Lachaise (după dorința sa), iar cenușa sa a fost împrăștiată în Marea Egee, lângă țărmul Greciei, în vara anului 1979. Pentru posteritate au rămas înregistrările pe discuri cu vocea sa, care a dat viață într-un mod neegalat atâtor personaje tragice și nefericite. Vezi și 

## Citat
Referindu-se la soprana Renata Tebaldi, pentru care nutrea o profundă ostilitate, Maria Callas a spus: ”Când vom putea cânta Walkiria și Puritanii una lângă alta, atunci se va putea face o comparație. Până atunci e ca și cum ai compara Coca-Cola cu șampania”.